# Klangor (serial telewizyjny)
Klangor – polski kryminalny serial telewizyjny oparty na pomyśle Tomasza Kamińskiego, w reżyserii Łukasza Kośmickiego, premierowo emitowany na antenie Canal+ Premium od 26 marca do 14 maja 2021.
W 2024 roku poinformowano, że trwają prace nad drugim sezonem serialu, którego premierę zapowiedziano na 2025 rok
Scenariusz produkcji, autorstwa Kacpra Wysockiego, powstał w ramach pierwszej edycji Canal+ Series Lab, cyklicznych warsztatów przeznaczonych dla twórców filmowych, scenarzystów i reżyserów. Tytułowy „Klangor” oznacza krzyk żurawi zwiastujący nadejście wiosny, symbol nadziei.

## Fabuła
Gabi (Matylda Giegżno), córka małżeństwa Wejmanów – Rafała (Arkadiusz Jakubik) i Magdy (Maja Ostaszewska) ginie bez śladu. W wyniku tragedii, w rodzinie narastają brak zrozumienia, chłód, kryzys więzi. Rafał stara się odnaleźć córkę na własną rękę.

## Obsada

### Sezon 1 (2021)
| Aktor                 | Rola                |
| --------------------- | ------------------- |
| Arkadiusz Jakubik     | Rafał Wejman        |
| Maja Ostaszewska      | Magda Wejman        |
| Wojciech Mecwaldowski | Piotr Ryszka        |
| Piotr Witkowski       | Krzysztof Ryszka    |
| Magdalena Czerwińska  | Danka Schulze       |
| Olga Rayska           | Sati Galej          |
| Aleksandra Popławska  | Ewa Ryszka          |
| Maciej Musiał         | Ariel Galej         |
| Katarzyna Gałązka     | Hania Wejman        |
| Matylda Giegżno       | Gabi Wejman         |
| Konrad Eleryk         | więzień Emil Knapik |
| Cezary Kosiński       | Jerzy Majchrzak     |
| Filip Urbanke         | Maciej Peda         |
| Magdalena Koleśnik    | Paulina             |
| Paulina Gałązka       | Ola Majdzik         |

### Sezon 2 (2025)
| Aktor                | Rola          |
| -------------------- | ------------- |
| Magdalena Czerwińska | Danka Schulze |
| Małgorzata Gorol     | bd.           |

## Emisja telewizyjna
Uwaga: tabela zawiera daty odnoszące się wyłącznie do pierwszej emisji telewizyjnej; nie uwzględniono w niej ewentualnych prapremier w serwisach internetowych (np. Canal+ Online).
| Seria | Seria | Odcinki  | Pierwsza emisja telewizyjna (Canal+ Premium) | Pierwsza emisja telewizyjna (Canal+ Premium) | Pierwsza emisja telewizyjna (Canal+ Premium) | Pierwsza emisja telewizyjna (Canal+ Premium) |
| Seria | Seria | Odcinki  | Sezon                                        | Początek emisji                              | Koniec emisji                                | Pora emisji                                  |
| ----- | ----- | -------- | -------------------------------------------- | -------------------------------------------- | -------------------------------------------- | -------------------------------------------- |
|       | 1.    | 1–8 (8)  | wiosna 2021                                  | 26 marca 2021                                | 14 maja 2021                                 | piątek 21.00                                 |
|       | 2.    | 9–16 (8) | 2025                                         | bd.                                          | bd.                                          | bd.                                          |

## Produkcja
Zdjęcia do serialu ruszyły w styczniu 2020 r., lecz w marcu 2020 r. zostały przerwane na skutek pandemii COVID-19. Z uwagi na fakt, że akcja serialu rozgrywa się porą jesienno-zimową i na przestrzeni kilkunastu dni, nie było możliwości wznowienia zdjęć latem 2020 r. – tuż po zniesieniu obostrzeń epidemicznych. By zapewnić identyczną aurę pogodową, w stosunku do materiału nakręconego na początku 2020 r., producenci postanowili dokończyć zdjęcia jesienią 2020 r. Na plan powrócono w październiku 2020 r., a okres zdjęciowy zakończono w grudniu 2020 r.. Produkcja była nagrywana w Świnoujściu, Warszawie oraz Łodzi.
W 2024 roku rozpoczęto prace nad drugim sezonem serialu, w których mają być poruszone nowe wątki dotyczące kobiet i macierzyństwa, ale również zaprezentowane zostaną dotychczasowe wątki i postaci znane także z pierwszego sezonu.

## Recenzje
Według krytyka, Mateusza Frąckowiaka, Klangor to świetnie skonstruowany dramat psychologiczny działający na wielu poziomach. Największym atutem filmu ma być gęsty, mroczny i dobrze napisany scenariusz. Najbardziej złożoną psychologicznie postać Rafała gra z powodzeniem Arkadiusz Jakubik.